# Japonoconger africanus
Japonoconger africanus és una espècie de peix pertanyent a la família dels còngrids.

## Descripció
- Pot arribar a fer 42,5 cm de llargària màxima.[5][6]

## Alimentació
Menja peixos, gambes i crancs.

## Hàbitat
És un peix marí i batidemersal que viu entre 250 i 650 m de fondària.

## Distribució geogràfica
Es troba a l'Atlàntic oriental: des del Gabon fins a la República del Congo i Namíbia.

## Observacions
És inofensiu per als humans.